# Mādrī

Mādrī, in una cromolitografia di Raja Ravi Varma

Mādrī (in sanscrito माद्री) è un personaggio del poema epico del Mahābhārata; è la principessa del regno di Madra e la seconda moglie di Pandu, l'erede al trono di Bhārata.

## Storia
Sposò Pandu come conseguenza della sconfitta di Shalya (fratello di Madri) da parte di Pandu, in occasione di una competizione per sposare la principessa Kunti.
Un giorno il giovane Pandu ricevette una terribile maledizione, che avrebbe causato la sua morte qualora avesse provato ad accoppiarsi con le sue mogli. Madri, insieme a Kunti, seguirono fedelmente il marito quando questi decise di abdicare e lasciare il regno di Hastinapura per vivere nella foresta. Sia Madri che Kunti erano direttamente coinvolte nella maledizione di Pandu, perché ad esse era in questo modo negata la possibilità di generare i suoi figli.
Dopo molto tempo, Kunti ricordò un potente Mantra che le permise di accoppiarsi con vari Deva, generando così Yudhiṣṭhira, Bhima e Arjuna. Insegnò questo mantra anche a Madri, la quale poté così avere i due gemelli Nakula e Sahadeva dagli Ashvin Kumara, medici dei Deva.
In un giorno fatale, Pandu si sentì incontrollabilmente attratto da Madri, e la memoria della maledizione per un attimo lo abbandonò, per quanto la moglie cercasse di rammentargliela. La morte lo colpì in modo istantaneo. Madri, tormentata dal rimorso e dal senso di colpa, immolò sé stessa nella pira funebre di Pandu. Kunti divenne di conseguenza l'unica madre dei cinque bambini.